# Großer Preis von Kanada 2017
Der Große Preis von Kanada 2017 (offiziell Formula 1 Grand Prix du Canada 2017) fand am 11. Juni auf dem Circuit Gilles-Villeneuve in Montreal statt und war das siebte Rennen der Formel-1-Weltmeisterschaft 2017.

## Bericht

### Hintergründe
Nach dem Großen Preis von Monaco führte Sebastian Vettel in der Fahrerwertung mit 25 Punkten vor Lewis Hamilton und mit 54 Punkten vor Valtteri Bottas. In der Konstrukteurswertung führte Ferrari mit 17 Punkten vor Mercedes und mit 99 Punkten vor Red Bull Racing.
Beim Großen Preis von Kanada stellte Pirelli den Fahrern die Reifenmischungen P Zero Soft (gelb), P Zero Supersoft (rot), P Zero Ultrasoft (violett) sowie für Nässe Cinturato Intermediates (grün) und Cinturato Full-Wets (blau) zur Verfügung.
Im Vergleich zum Vorjahr gab es mehrere sicherheitsrelevante Änderungen an der Strecke. Viele Fangzäune am Streckenrand wurden durch Mauerblöcke mit aufgesetzten Fangzäunen ersetzt, dies betraf Kurve eins bis Kurve drei, Kurve sieben, Kurve acht und Kurve zehn. In Kurve 15 wurde der Fangzaun erneuert. In der Auslaufzone von Kurve acht wurde das Kiesbett durch eine asphaltierte Fläche ersetzt, auch die Rasengittersteine in Kurve 14 und Kurve 15 wurden durch Asphalt ersetzt. Anstelle von Reifenstapel befanden sich in den Kurven eins bis drei, acht, zehn und 13 nun TecPro-Barrieren. Zusätzlich wurden im Bereich von Kurve fünf SAFER-Barrier installiert.
Es gab zwei DRS-Zonen, die im Vergleich zum Vorjahr unverändert blieben. Die erste Zone begann nach der Pits Hairpin, genau 55 Meter vor der darauffolgenden Vollgas-Kurve. Die zweite Zone befand sich auf der Start-Ziel-Geraden und begann 70 Meter nach der letzten Kurve. Für beide DRS-Zonen gab es, genau wie beim Saisonauftakt in Australien, nur einen Messpunkt, so dass bei einem erfolgreichen Überholmanöver in der ersten Zone der dann vorausfahrende Fahrer in der zweiten Zone das DRS erneut verwenden durfte.
Bei diesem Rennen setzten die Mercedes-Kundenteams Force India und Williams F1 erstmals das Motorenupdate ein, das dem Werksteam bereits seit dem Großen Preis von Spanien zur Verfügung stand.
Vor dem Rennwochenende gab es einen Fahrerwechsel: Nachdem er das Rennen in Monaco wegen des Indianapolis 500 ausgelassen hatte, kehrte Fernando Alonso bei diesem Rennen in die Formel-1-Weltmeisterschaft zurück.
Jolyon Palmer (sieben), Vettel (sechs), Sergio Pérez (fünf), Nico Hülkenberg, Esteban Ocon (jeweils vier), Romain Grosjean, Daniil Kwjat, Kevin Magnussen, Carlos Sainz jr., Stoffel Vandoorne (jeweils drei), Hamilton, Felipe Massa, Kimi Räikkönen,  Pascal Wehrlein (jeweils zwei) und Max Verstappen (einer) gingen mit Strafpunkten ins Rennwochenende.
Mit Hamilton (fünfmal), Räikkönen, Alonso, Vettel und Daniel Ricciardo (jeweils einmal) traten fünf ehemalige Sieger zu diesem Grand Prix an.
Rennkommissare waren José Abed (MEX), Garry Connelly (AUS), Paul Cooke (CAN) und Derek Daly (IRL).

### Training
Im ersten freien Training fuhr Hamilton mit einer Rundenzeit von 1:13,809 Minuten die Bestzeit vor Vettel und Bottas.
Im zweiten freien Training war Räikkönen in 1:12,935 Minuten Schnellster vor Hamilton und Vettel. Das Training musste unterbrochen werden, nachdem Verstappen sein Fahrzeug mit einem Defekt am Streckenrand abstellte.
Im dritten freien Training fuhr Vettel mit einer Rundenzeit von 1:12,572 Minuten die Bestzeit vor Räikkönen und Hamilton.

### Qualifying

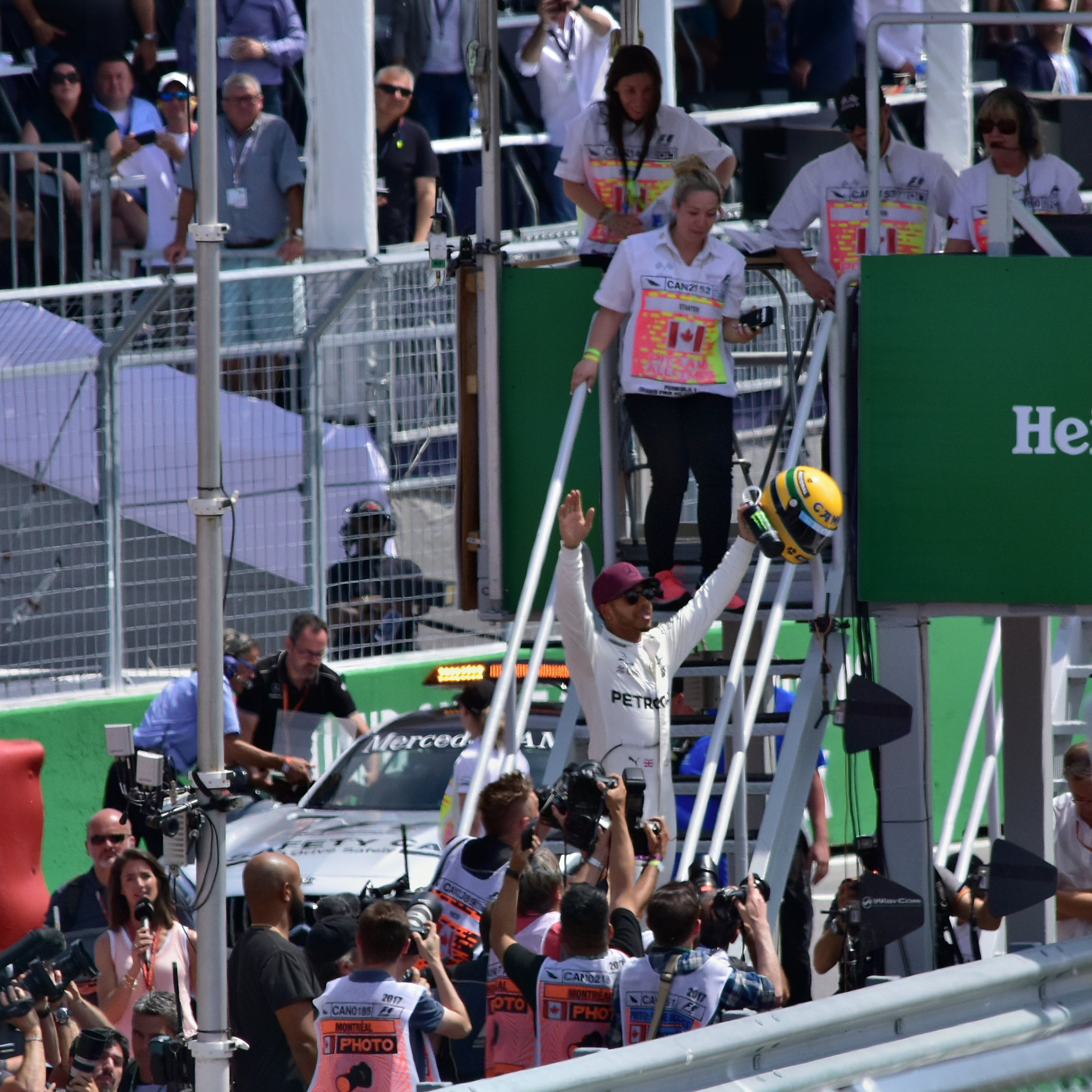
Hamilton erzielte seine 65. Pole-Position in der Formel-1-Weltmeisterschaft und bekam einen Originalhelm des bisherigen Rekordhalters Ayrton Senna geschenkt

Das Qualifying bestand aus drei Teilen mit einer Nettolaufzeit von 45 Minuten. Im ersten Qualifying-Segment (Q1) hatten die Fahrer 18 Minuten Zeit, um sich für das Rennen zu qualifizieren. Alle Fahrer, die im ersten Abschnitt eine Zeit erzielten, die maximal 107 Prozent der schnellsten Rundenzeit betrug, qualifizierten sich für den Grand Prix. Die besten 15 Fahrer erreichten den nächsten Teil. Bottas war Schnellster. Wehrlein schlug kurz vor dem Ende des Abschnitts in die Streckenbegrenzung ein, für die anderen Fahrer war somit keine Verbesserung mehr möglich. Die Sauber-Piloten, Magnussen, Lance Stroll und Vandoorne schieden aus.
Der zweite Abschnitt (Q2) dauerte 15 Minuten. Die schnellsten zehn Piloten qualifizierten sich für den dritten Teil des Qualifyings. Hamilton war Schnellster. Palmer, Grosjean, die Toro Rosso-Piloten und Alonso schieden aus.
Der finale Abschnitt (Q3) ging über eine Zeit von zwölf Minuten, in denen die ersten zehn Startpositionen vergeben wurden. Hamilton fuhr mit einer Rundenzeit von 1:11,459 Minuten die Bestzeit vor Vettel und Bottas. Es war die 65. Pole-Position für Hamilton in der Formel-1-Weltmeisterschaft, er zog in der ewigen Bestenliste mit Ayrton Senna gleich.
Da bei Wehrleins Fahrzeug nach dem Qualifying das Getriebe gewechselt wurde, wurde er um fünf Startplätze nach hinten versetzt. Da zudem sein Heckflügels gegen ein nicht baugleiches Bauteil ausgetauscht wurde – Sauber hatte nur jeweils einen Heckflügel in der neuesten Konfiguration für jeden Fahrer – musste er aus der Boxengasse starten.

### Rennen
Beim Start in die Einführungsrunde blieb Kwjat zunächst stehen und musste das gesamte Starterfeld passieren lassen, er fuhr dem Feld mit einiger Verspätung hinterher. Da er bis zur ersten Safety-Car-Linie, die sich kurz vor der letzten Schikane befand, seine Position nicht wieder eingenommen hatte, hätte er aus der Boxengasse starten müssen. Da er bis auf Alonso alle Piloten, die hinter ihm starten sollten, zu diesem Zeitpunkt bereits überholt hatte, fuhr er dennoch in die Startaufstellung und startete vom elften Startplatz. Die Rennkommissare sprachen daraufhin eine Durchfahrtstrafe gegen Kwjat aus, außerdem erhielt er zwei Strafpunkte. Da den Rennkommissaren später auffiel, dass eine Durchfahrtstrafe die falsche Bestrafung war, weil das Reglement für dieses Vergehen eine 10-Sekunden-Stop-and-Go-Strafe vorsah, erhielt er später eine zusätzliche Zehn-Sekunden-Zeitstrafe. Nach dem Rennen argumentierte sein Team, dass es sehr gefährlich sei, so viele Fahrer bis zu einem bestimmten Punkt auf der Strecke zu überholen, da sämtliche Fahrer die komplette Streckenbreite zum Zickzack-Fahren und dem Aufwärmen der Reifen nutzten. Außerdem sei es zum Zeitpunkt, als Kwjat klar wurde, dass er Alonso nicht mehr überholen können, nicht mehr möglich gewesen, in die Boxengasse zu fahren.

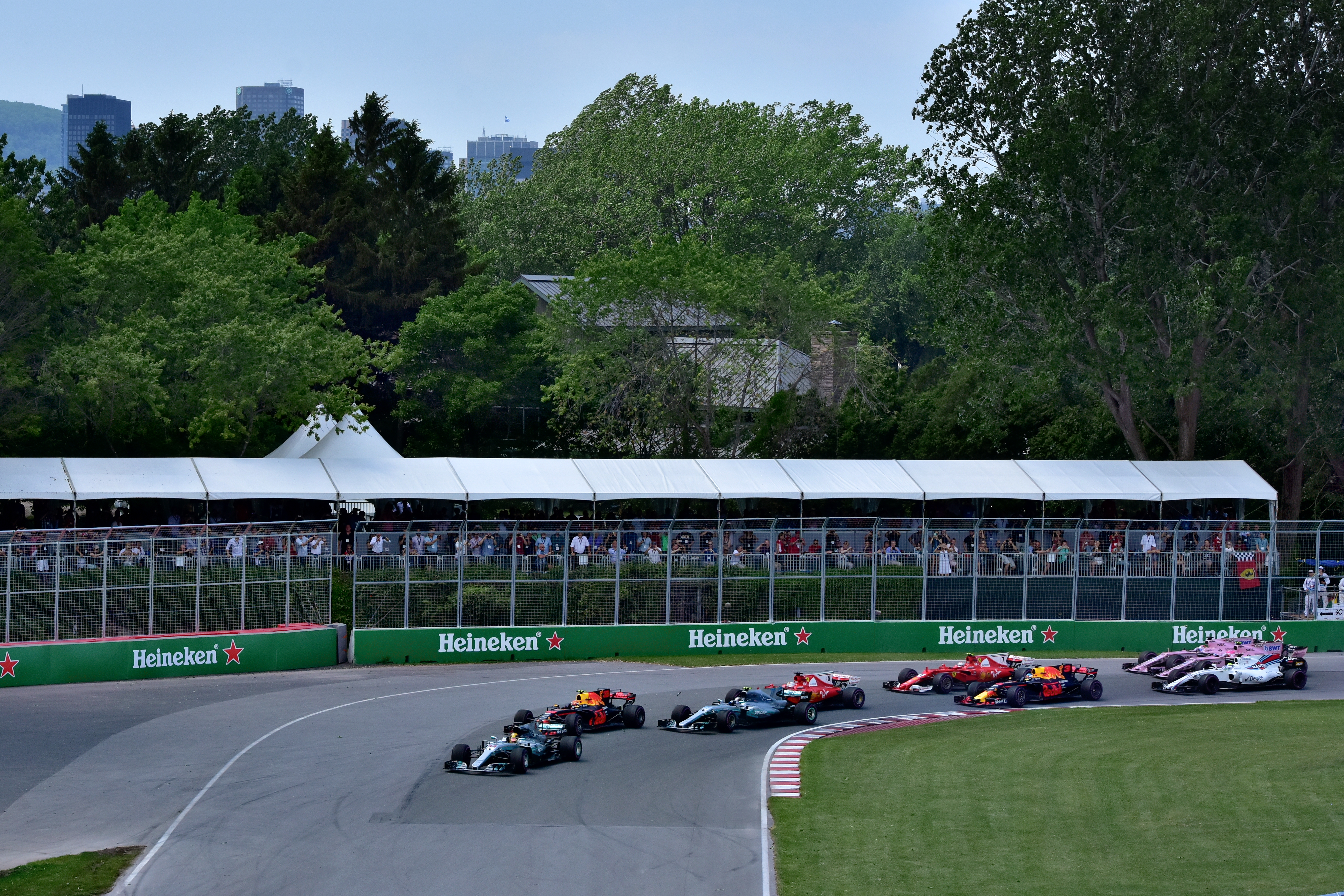
Hamilton biegt vor Verstappen und Bottas in die erste Kurve ein, dahinter verliert Vettel Teile seines Frontflügels

Beim Start blieb Hamilton vorne, Bottas und Verstappen starteten deutlich besser als Vettel und Räikkönen. Bottas überholte Vettel vor der ersten Kurve auf der Innenseite, Verstappen beide auf der Außenseite. Dabei kam es zu einer Berührung von Verstappens rechtem Hinterrad mit Vettels Frontflügel, wobei dieser beschädigt wurde. Im Mittelfeld kam es bei der Anfahrt zu Kurve vier zu einer Berührung zwischen Sainz jr. und dem neben ihm fahrenden Grosjean. Sainz jr. übersah Grosjean und drehte sich, nachdem die Fahrzeuge kollidiert waren. Der Wagen rutschte ohne große Bremswirkung über das Gras und traf den Williams von Massa, der gerade in Kurve vier eingebogen war und schlug anschließend in die Streckenbegrenzung ein. Beide Wagen wurden dabei so schwer beschädigt, dass die Fahrer ausschieden. Alonso, der unmittelbar hinter Massa fuhr, konnte beiden Fahrzeugen nur durch das Verlassen der Strecke ausweichen, er verlor mehrere Positionen. Grosjean fuhr am Ende der Runde zur Reparatur seines Wagens an die Box. Die Rennleitung schickte zur Bergung der beiden Fahrzeuge das Safety-Car auf die Strecke. Sainz jr- erhielt wegen das Verursachens dieser Kollision eine Startplatzstrafe in Höhe von drei Plätzen für den Großen Preis von Aserbaidschan sowie zwei Strafpunkte.
Hamilton führte vor Verstappen, Bottas, Vettel, Ricciardo, Räikkönen, Pérez, Ocon, Hülkenberg und Kwjat. Am Ende der dritten Runde wurde das Rennen wieder freigegeben, dabei verlor Vettel einen Teil seines beschädigten Frontflügels. Am Ausgang von Kurve acht kam Räikkönen mit dem linken Hinterreifen auf den Grünstreifen. Es gelang ihm, das Fahrzeug abzufangen, er verlor jedoch eine Position an Pérez. In der fünften Runde wechselte Vettel auf Supersoft und ließ die Fahrzeugnase wechseln, er fiel so auf den letzten Platz zurück. Hamilton setzte sich derweil an der Spitze deutlich ab.
In der elften Runde rollte Verstappen mit einer defekten Batterie aus. Da er sein Fahrzeug am Streckenrand abstellte, rief die Rennleitung eine virtuelle Safety-Car-Phase aus, die Hülkenberg als einziger Fahrer unter den ersten Zehn zum Reifenwechsel nutzte. Das Rennen wurde in der 14. Runde wieder freigegeben. Wenige Sekunden vor der Freigabe beschleunigte Magnussen bereits und überholte Vandoorne trotz Überholverbot. Obwohl er ihn kurz darauf wieder passieren ließ, sprachen die Rennkommissare eine Fünf-Sekunden-Zeitstrafe gegen Magnussen aus, außerdem erhielt er zwei Strafpunkte.
In Runde 17 wechselte Räikkönen, der auf dem fünften Platz lag, auf Supersoft, eine Runde später dann Ricciardo auf Soft und eine weitere Runde später der zuvor unmittelbar hinter Ricciardo fahrende Pérez auf Supersoft. Die Reihenfolge der drei Piloten blieb dabei unverändert, sie gingen anschließend nacheinander an Alonso vorbei, der noch nicht an der Box gewesen war. Vettel überholte zu diesem Zeitpunkt zunächst Stroll und Magnussen, er lag somit auf dem achten Platz.
In Runde 22 wechselte Bottas auf Soft und fiel auf den dritten Platz hinter Ocon zurück. Er verringerte den Abstand auf Ocon, es gelang ihm jedoch nicht, ihn zu überholen. Hülkenberg hatte den Rückstand auf Stroll verringert und griff diesen an, Stroll fuhr jedoch am Ende der Runde zum Boxenstopp und wechselte auf Supersoft. Vettel schloss auf Alonso auf und überholte diesen in Runde 26.
In Runde 31 wechselten auch Hamilton und Ocon auf Supersoft, Hamilton blieb in Führung, Ocon fiel auf Platz sechs zurück. Somit führte Hamilton vor Bottas, Ricciardo, Pérez, Räikkönen, Ocon, Vettel, Alonso, Hülkenberg und Kwjat. Ricciardo fuhr langsamer als die Fahrer hinter ihm, so dass Pérez, Räikkönen und Ocon in den folgenden Runden aufschlossen. Auch der dahinter fahrende Vettel verkürzte seinen Rückstand auf die Gruppe.
In Runde 41 kam Räikkönen zum zweiten Reifenwechsel an die Box, er wechselte erneut auf Ultrasoft. Eine Runde später kam Alonso in die Box und wechselte auf Supersoft, er fiel auf den elften Platz zurück. Räikkönen fuhr die bis dahin schnellste Runde des Rennens, Stroll ging nacheinander an Vandoorne und Alonso vorbei. In Runde 48 wechselte auch Vettel erneut auf Ultrasoft, er verlor dabei nur einen Platz an Räikkönen.

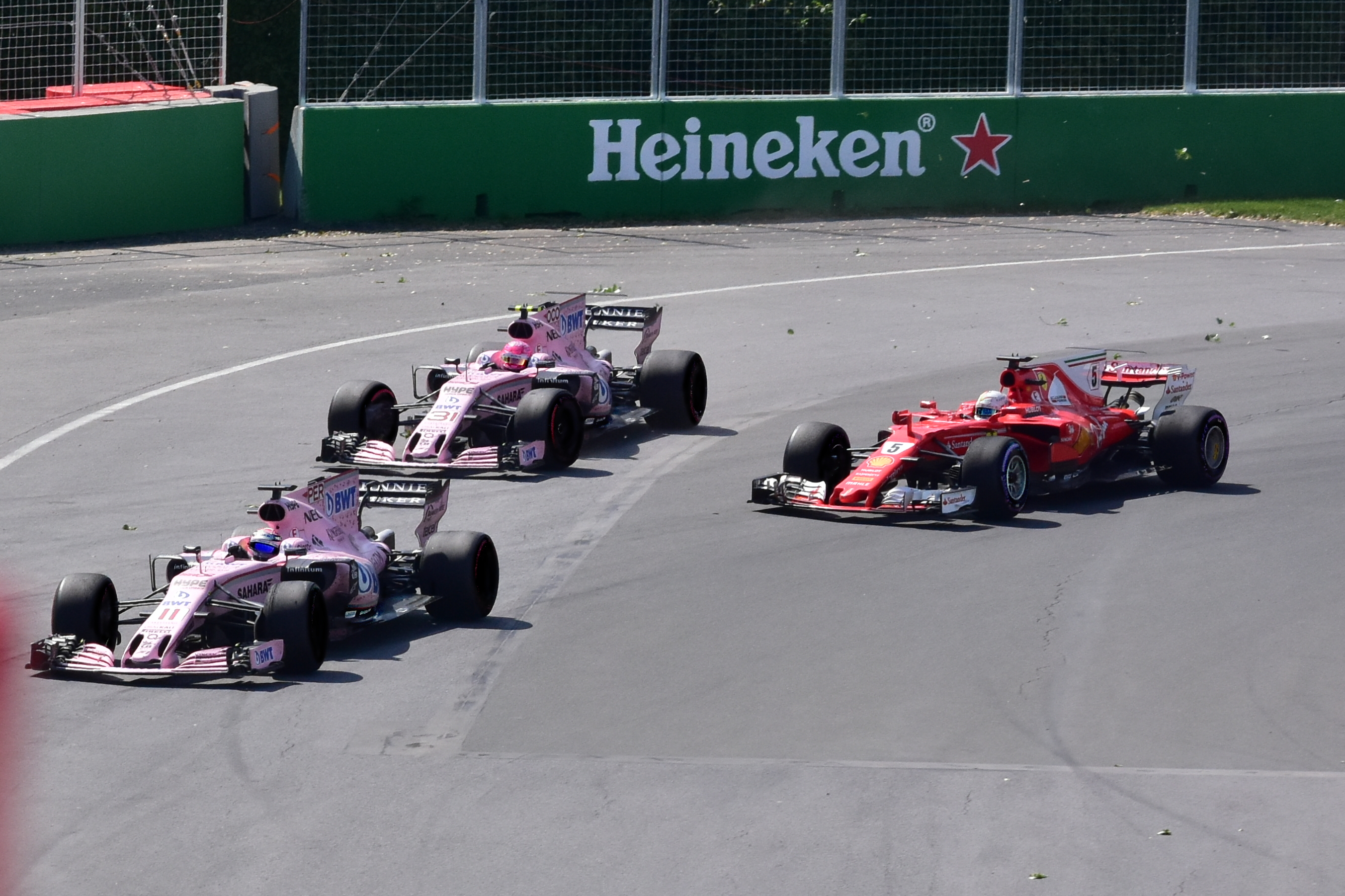
Vettel überholt Ocon, der kurz zuvor Pérez angegriffen hatte

Kwjat meldete per Funk Probleme mit dem Motor. Am Ende der 53. Runde fuhr er an die Box, wo nach Absitzen der Zehn-Sekunden-Zeitstrafe die Reifen gewechselt wurden. Die Radmutter hinten rechts ließ sich jedoch nicht mehr festschrauben, so dass Kwjat zwei Runden verlor. Er fuhr eine weitere Runde und gab das Rennen anschließend an der Box auf. Vettel fuhr mehrfach die bis dahin schnellste Rennrunde, gemeinsam mit Räikkönen holte er bis zu 1,5 Sekunden auf Ricciardo, Pérez und Ocon auf. In Runde 60 erlitt Räikkönen Bremsprobleme, so dass er Vettel passieren lassen und in der Folge bis zu sechs Sekunden pro Runde langsamer fahren musste. Seine Rundenzeiten stabilisierten sich dann jedoch, so dass er vor Hülkenberg blieb.
Die Force-India-Piloten setzten Ricciardo unter Druck, es gelang ihnen jedoch nicht, vorbeizukommen. In der 64. Runde fuhr Hamilton die schnellste Runde des Rennens. Vettel hatte den Rückstand auf Ricciardo, Pérez und Ocon verringert und lag nun ebenfalls in Schlagdistanz. Ocon griff Pérez in Runde 65 an, dieser verteidigte sich jedoch. Vettel nutzte die Gelegenheit und ging an Ocon vorbei, eine Runde später überholte er auch Pérez. Durch diese Positionskämpfe hatte sich Ricciardo jedoch um rund vier Sekunden abgesetzt, es gelang Vettel nicht mehr, ihn vor dem Ziel einzuholen. In Runde 68 stellte Alonso, auf dem zehnten Platz liegend, sein Fahrzeug mit einem Defekt am Motor ab.

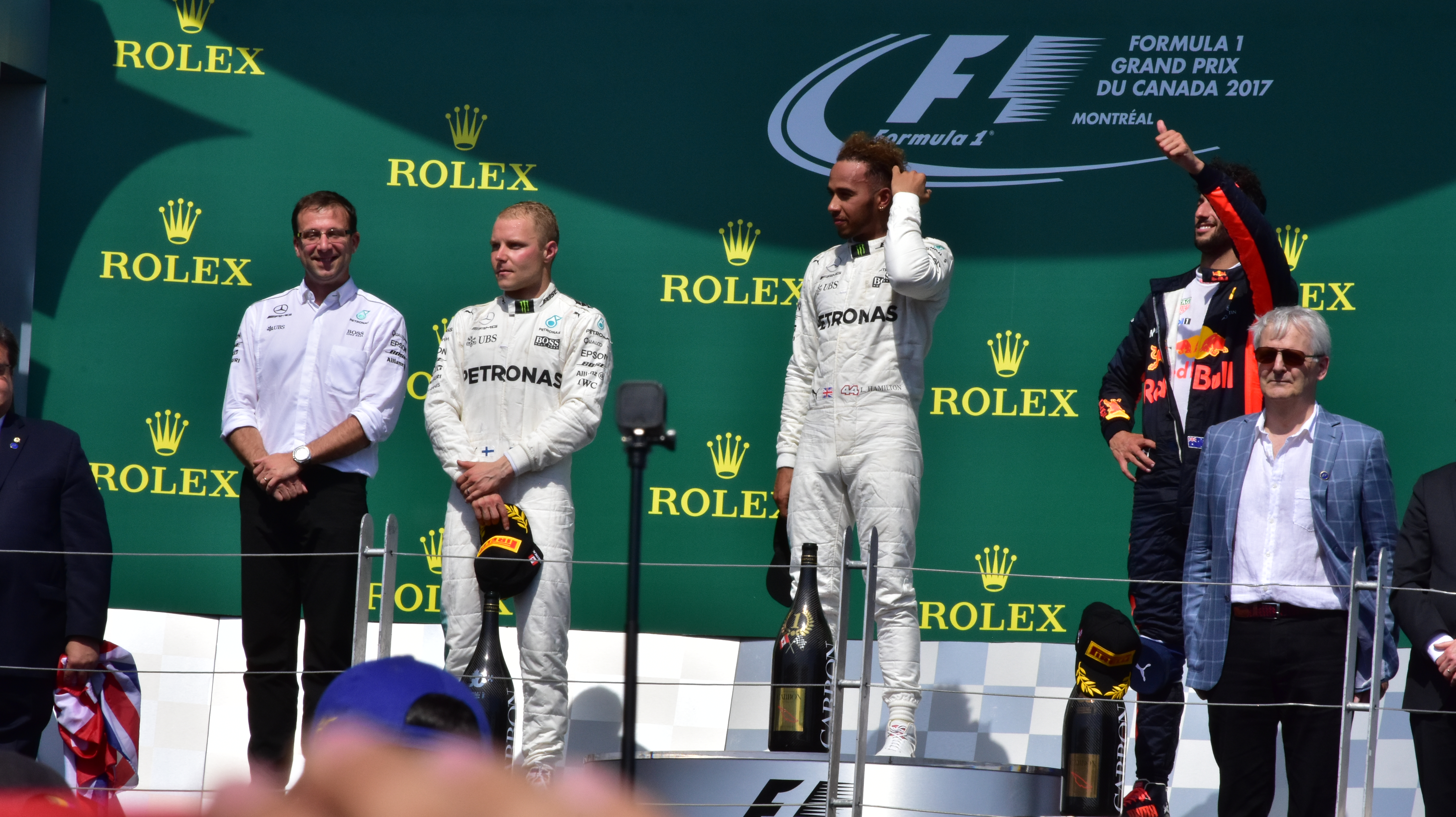
Bottas, Hamilton und Ricciardo bei der Siegerehrung

Hamilton gewann das Rennen vor Bottas und Ricciardo. Es war Hamiltons 56. Sieg in der Formel-1-Weltmeisterschaft, davon der sechste in Kanada. Da er zudem die Pole-Position erzielte, jede Runde geführt und die schnellste Rennrunde erzielt hatte, gelang ihm ein Grand Slam. Es war der erste Doppelsieg für das Mercedes-Team seit dem Großen Preis von Abu Dhabi 2016, Ricciardo erzielte zum dritten Mal in Folge Platz drei. Zum ersten Mal seit dem Großen Preis von Brasilien 2016 erreichte kein Ferrari-Pilot eine Podiumsplatzierung. Die restlichen Punkteplatzierungen belegten Vettel, Pérez, Ocon, Räikkönen, Hülkenberg, Stroll und Grosjean. Für Stroll waren es die ersten Punkte in der Formel-1-Weltmeisterschaft.
In der Fahrerwertung blieben die ersten drei Positionen unverändert. In der Konstrukteurswertung übernahm Mercedes den ersten Platz von Ferrari, Red Bull blieb Dritter.

## Meldeliste
| Team                          | Nr. | Fahrer            | Chassis                   | Motor                         | Reifen |
| ----------------------------- | --- | ----------------- | ------------------------- | ----------------------------- | ------ |
| Mercedes AMG Petronas F1 Team | 44  | Lewis Hamilton    | Mercedes F1 W08 EQ Power+ | Mercedes-AMG F1 M08 EQ Power+ | P      |
| Mercedes AMG Petronas F1 Team | 77  | Valtteri Bottas   | Mercedes F1 W08 EQ Power+ | Mercedes-AMG F1 M08 EQ Power+ | P      |
| Red Bull Racing               | 03  | Daniel Ricciardo  | Red Bull RB13             | TAG Heuer                     | P      |
| Red Bull Racing               | 33  | Max Verstappen    | Red Bull RB13             | TAG Heuer                     | P      |
| Scuderia Ferrari              | 05  | Sebastian Vettel  | Ferrari SF70H             | Ferrari 062                   | P      |
| Scuderia Ferrari              | 07  | Kimi Räikkönen    | Ferrari SF70H             | Ferrari 062                   | P      |
| Sahara Force India F1 Team    | 11  | Sergio Pérez      | Force India VJM10         | Mercedes-AMG F1 M08 EQ Power+ | P      |
| Sahara Force India F1 Team    | 31  | Esteban Ocon      | Force India VJM10         | Mercedes-AMG F1 M08 EQ Power+ | P      |
| Williams Martini Racing       | 19  | Felipe Massa      | Williams FW40             | Mercedes-AMG F1 M08 EQ Power+ | P      |
| Williams Martini Racing       | 18  | Lance Stroll      | Williams FW40             | Mercedes-AMG F1 M08 EQ Power+ | P      |
| McLaren Honda                 | 14  | Fernando Alonso   | McLaren MCL32             | Honda RA617H                  | P      |
| McLaren Honda                 | 02  | Stoffel Vandoorne | McLaren MCL32             | Honda RA617H                  | P      |
| Scuderia Toro Rosso           | 26  | Daniil Kwjat      | Toro Rosso STR12          | Renault R.E.17                | P      |
| Scuderia Toro Rosso           | 55  | Carlos Sainz jr.  | Toro Rosso STR12          | Renault R.E.17                | P      |
| Haas F1 Team                  | 08  | Romain Grosjean   | Haas VF-17                | Ferrari 062                   | P      |
| Haas F1 Team                  | 20  | Kevin Magnussen   | Haas VF-17                | Ferrari 062                   | P      |
| Renault Sport F1 Team         | 27  | Nico Hülkenberg   | Renault R.S.17            | Renault R.E.17                | P      |
| Renault Sport F1 Team         | 30  | Jolyon Palmer     | Renault R.S.17            | Renault R.E.17                | P      |
| Sauber F1 Team                | 09  | Marcus Ericsson   | Sauber C36                | Ferrari 061                   | P      |
| Sauber F1 Team                | 94  | Pascal Wehrlein   | Sauber C36                | Ferrari 061                   | P      |

## Klassifikationen

### Qualifying
| Pos.                                                                      | Fahrer            | Konstrukteur         | Q1       | Q2       | Q3       | Start |
| ------------------------------------------------------------------------- | ----------------- | -------------------- | -------- | -------- | -------- | ----- |
| 01                                                                        | Lewis Hamilton    | Mercedes             | 1:12,692 | 1:12,496 | 1:11,459 | 1     |
| 02                                                                        | Sebastian Vettel  | Ferrari              | 1:13,046 | 1:12,749 | 1:11,789 | 2     |
| 03                                                                        | Valtteri Bottas   | Mercedes             | 1:12,685 | 1:12,563 | 1:12,177 | 3     |
| 04                                                                        | Kimi Räikkönen    | Ferrari              | 1:13,548 | 1:12,580 | 1:12,252 | 4     |
| 05                                                                        | Max Verstappen    | Red Bull-TAG Heuer   | 1:13,177 | 1:12,751 | 1:12,403 | 5     |
| 06                                                                        | Daniel Ricciardo  | Red Bull-TAG Heuer   | 1:13,543 | 1:12,810 | 1:12,557 | 6     |
| 07                                                                        | Felipe Massa      | Williams-Mercedes    | 1:13,435 | 1:13,012 | 1:12,858 | 7     |
| 08                                                                        | Sergio Pérez      | Force India-Mercedes | 1:13,470 | 1:13,262 | 1:13,018 | 8     |
| 09                                                                        | Esteban Ocon      | Force India-Mercedes | 1:13,520 | 1:13,320 | 1:13,135 | 9     |
| 10                                                                        | Nico Hülkenberg   | Renault              | 1:13,804 | 1:13,406 | 1:13,271 | 10    |
| 11                                                                        | Daniil Kwjat      | Toro Rosso-Renault   | 1:13,802 | 1:13,690 | –        | 11    |
| 12                                                                        | Fernando Alonso   | McLaren-Honda        | 1:13,669 | 1:13,693 | –        | 12    |
| 13                                                                        | Carlos Sainz jr.  | Toro Rosso-Renault   | 1:14,051 | 1:13,756 | –        | 13    |
| 14                                                                        | Romain Grosjean   | Haas-Ferrari         | 1:13,780 | 1:13,839 | –        | 14    |
| 15                                                                        | Jolyon Palmer     | Renault              | 1:13,990 | 1:14,293 | –        | 15    |
| 16                                                                        | Stoffel Vandoorne | McLaren-Honda        | 1:14,182 | –        | –        | 16    |
| 17                                                                        | Lance Stroll      | Williams-Mercedes    | 1:14,209 | –        | –        | 17    |
| 18                                                                        | Kevin Magnussen   | Haas-Ferrari         | 1:14,318 | –        | –        | 18    |
| 19                                                                        | Marcus Ericsson   | Sauber-Ferrari       | 1:14,495 | –        | –        | 19    |
| 20                                                                        | Pascal Wehrlein   | Sauber-Ferrari       | 1:14,810 | –        | –        | Box   |
| 107-Prozent-Zeit: 1:17,772 min (bezogen auf Q1-Bestzeit von 1:12,685 min) |                   |                      |          |          |          |       |

Anmerkungen
1. ↑  Wehrlein wurde wegen eines Getriebewechsels um fünf Startplätze nach hinten versetzt.
2. ↑  Wehrlein musste aus der Boxengasse starten, da nach dem Qualifying sein Heckflügels gegen ein nicht baugleiches Bauteil ausgetauscht wurde.

### Rennen
| Pos. | Fahrer            | Konstrukteur         | Runden | Stopps | Zeit        | Start | Schnellste Runde |
| ---- | ----------------- | -------------------- | ------ | ------ | ----------- | ----- | ---------------- |
| 01   | Lewis Hamilton    | Mercedes             | 70     | 1      | 1:33:05,154 | 01    | 1:14,551 (64.)   |
| 02   | Valtteri Bottas   | Mercedes             | 70     | 1      | + 19,783    | 03    | 1:15,894 (65.)   |
| 03   | Daniel Ricciardo  | Red Bull-TAG Heuer   | 70     | 1      | + 35,297    | 06    | 1:16,165 (67.)   |
| 04   | Sebastian Vettel  | Ferrari              | 70     | 2      | + 35,907    | 02    | 1:14,719 (70.)   |
| 05   | Sergio Pérez      | Force India-Mercedes | 70     | 1      | + 40,476    | 08    | 1:16,367 (62.)   |
| 06   | Esteban Ocon      | Force India-Mercedes | 70     | 1      | + 40,716    | 09    | 1:16,247 (68.)   |
| 07   | Kimi Räikkönen    | Ferrari              | 70     | 2      | + 58,632    | 04    | 1:15,388 (59.)   |
| 08   | Nico Hülkenberg   | Renault              | 70     | 1      | + 60,374    | 10    | 1:16,136 (64.)   |
| 09   | Lance Stroll      | Williams-Mercedes    | 69     | 1      | + 1 Runde   | 17    | 1:15,979 (64.)   |
| 10   | Romain Grosjean   | Haas-Ferrari         | 69     | 1      | + 1 Runde   | 14    | 1:16,949 (58.)   |
| 11   | Jolyon Palmer     | Renault              | 69     | 1      | + 1 Runde   | 15    | 1:16,704 (64.)   |
| 12   | Kevin Magnussen   | Haas-Ferrari         | 69     | 1      | + 1 Runde   | 18    | 1:16,341 (65.)   |
| 13   | Marcus Ericsson   | Sauber-Ferrari       | 69     | 1      | + 1 Runde   | 19    | 1:16,995 (50.)   |
| 14   | Stoffel Vandoorne | McLaren-Honda        | 69     | 1      | + 1 Runde   | 16    | 1:16,774 (69.)   |
| 15   | Pascal Wehrlein   | Sauber-Ferrari       | 68     | 2      | + 2 Runden  | Box   | 1:17,091 (66.)   |
| 16   | Fernando Alonso   | McLaren-Honda        | 66     | 1      | DNF         | 12    | 1:15,853 (63.)   |
| –    | Daniil Kwjat      | Toro Rosso-Renault   | 54     | 2      | DNF         | 11    | 1:16,713 (33.)   |
| –    | Max Verstappen    | Red Bull-TAG Heuer   | 10     | 0      | DNF         | 05    | 1:17,187 (09.)   |
| –    | Felipe Massa      | Williams-Mercedes    | 0      | 0      | DNF         | 07    | –                |
| –    | Carlos Sainz jr.  | Toro Rosso-Renault   | 0      | 0      | DNF         | 13    | –                |

## WM-Stände nach dem Rennen
Die ersten zehn des Rennens bekamen 25, 18, 15, 12, 10, 8, 6, 4, 2 bzw. 1 Punkt(e).

### Fahrerwertung
| Pos. | Fahrer           | Konstrukteur         | Punkte |
| ---- | ---------------- | -------------------- | ------ |
| 01   | Sebastian Vettel | Ferrari              | 141    |
| 02   | Lewis Hamilton   | Mercedes             | 129    |
| 03   | Valtteri Bottas  | Mercedes             | 93     |
| 04   | Kimi Räikkönen   | Ferrari              | 73     |
| 05   | Daniel Ricciardo | Red Bull-TAG Heuer   | 67     |
| 06   | Max Verstappen   | Red Bull-TAG Heuer   | 45     |
| 07   | Sergio Pérez     | Force India-Mercedes | 44     |
| 08   | Esteban Ocon     | Force India-Mercedes | 27     |
| 09   | Carlos Sainz jr. | Toro Rosso-Renault   | 25     |
| 10   | Felipe Massa     | Williams-Mercedes    | 20     |
| 11   | Nico Hülkenberg  | Renault              | 18     |

| Pos. | Fahrer             | Konstrukteur       | Punkte |
| ---- | ------------------ | ------------------ | ------ |
| 12   | Romain Grosjean    | Haas-Ferrari       | 10     |
| 13   | Kevin Magnussen    | Haas-Ferrari       | 5      |
| 14   | Pascal Wehrlein    | Sauber-Ferrari     | 4      |
| 15   | Daniil Kwjat       | Toro Rosso-Renault | 4      |
| 16   | Lance Stroll       | Williams-Mercedes  | 2      |
| 17   | Jolyon Palmer      | Renault            | 0      |
| 18   | Marcus Ericsson    | Sauber-Ferrari     | 0      |
| 19   | Fernando Alonso    | McLaren-Honda      | 0      |
| 20   | Antonio Giovinazzi | Sauber-Ferrari     | 0      |
| 21   | Stoffel Vandoorne  | McLaren-Honda      | 0      |
| –    | Jenson Button      | McLaren-Honda      | 0      |

### Konstrukteurswertung
| Pos. | Konstrukteur         | Punkte |
| ---- | -------------------- | ------ |
| 1    | Mercedes             | 222    |
| 2    | Ferrari              | 214    |
| 3    | Red Bull-TAG Heuer   | 112    |
| 4    | Force India-Mercedes | 71     |
| 5    | Toro Rosso-Renault   | 29     |

| Pos. | Konstrukteur      | Punkte |
| ---- | ----------------- | ------ |
| 06   | Williams-Mercedes | 22     |
| 07   | Renault           | 18     |
| 08   | Haas-Ferrari      | 15     |
| 09   | Sauber-Ferrari    | 4      |
| 10   | McLaren-Honda     | 0      |